# Северак-л’Эглиз
Севера́к-л’Эгли́з (фр. Sévérac-l'Église, окс. Severac de la Glèisa) — коммуна во Франции, находится в регионе Окситания. Департамент — Аверон. Входит в состав кантона Лессак. Округ коммуны — Родез.
Код INSEE коммуны — 12271.
Коммуна расположена приблизительно в 510 км к югу от Парижа, в 145 км северо-восточнее Тулузы, в 22 км к востоку от Родеза.

## Население
Население коммуны на 2008 год составляло 412 человек.
| 1962 | 1968 | 1975 | 1982 | 1990 | 1999 | 2008 |
| ---- | ---- | ---- | ---- | ---- | ---- | ---- |
| 370  | 428  | 422  | 366  | 415  | 418  | 412  |

## Экономика

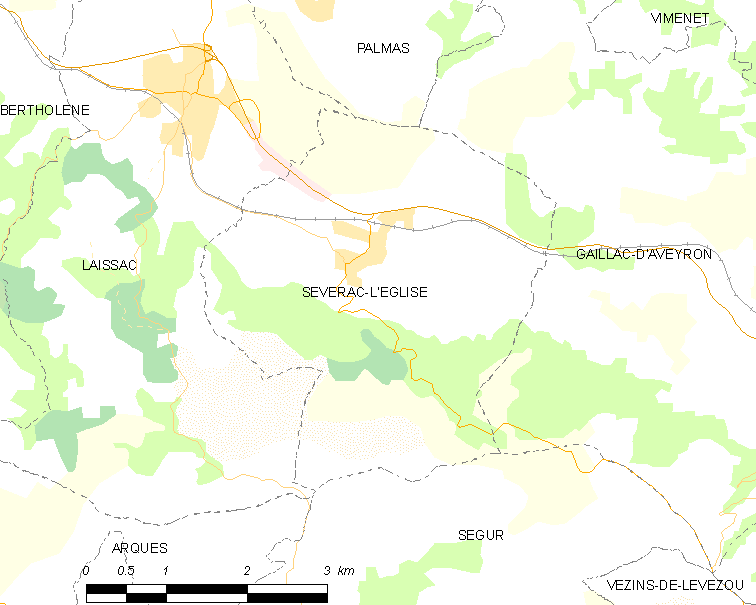
Карта коммуны

В 2007 году среди 265 человек в трудоспособном возрасте (15—64 лет) 205 были экономически активными, 60 — неактивными (показатель активности — 77,4 %, в 1999 году было 67,7 %). Из 205 активных работали 200 человек (108 мужчин и 92 женщины), безработных было 5 (3 мужчин и 2 женщины). Среди 60 неактивных 24 человека были учениками или студентами, 21 — пенсионерами, 15 были неактивными по другим причинам.

## Достопримечательности
- Дольмен Кейруль I. Памятник истории с 1995 года[3]